# Sabrina Simader
Sabrina Simader (Kilifi, 13 april 1998) is een Keniaans-Oostenrijks alpineskiër. Simader kwam op driejarige leeftijd naar Oostenrijk.
In 2016 nam Simader deel aan de Olympische Jeugdwinterspelen.
In 2018 nam Simader voor Kenia deel aan de Olympische Winterspelen in Pyeongchang op de onderdelen Super G en reuzenslalom.
Omdat Simdader de enige deelnemer voor Kenia was, zowel op de Jeugdwinterspelen als op de Winterspelen van 2018, mocht zij de vlag dragen bij de openingsceremonie.
Ook was zij de eerste deelnemer voor Kenia op het onderdeel skiën op de Winterspelen.